# Беранжвил ла Кампањ
Беранжвил ла Кампањ (фр. Bérengeville-la-Campagne) је насеље и општина у северној Француској у региону Горња Нормандија, у департману Ер која припада префектури Евре.
По подацима из 2011. године у општини је живело 295 становника, а густина насељености је износила 32,1 становника/km². Општина се простире на површини од 9,19 km². Налази се на средњој надморској висини од 140 метара (максималној 147 m, а минималној 60 m).

## Демографија
| 1962. | 1968. | 1975. | 1982. | 1990. | 1999. | 2011. |
| ----- | ----- | ----- | ----- | ----- | ----- | ----- |
| 187   | 195   | 205   | 257   | 269   | 258   | 295   |

График промене броја становника у току последњих година